# Daggett megye
Daggett megye az Amerikai Egyesült Államokban, azon belül Utah államban található. Megyeszékhelye és legnagyobb városa Manila. Lakosainak száma 935 fő (2020. április 1.). Daggett megye Sweetwater, Moffat, Uintah, Duchesne és Summit megyékkel határos.

## Népesség
A megye népességének változása:
| Lakosok száma | 1067 | 1155 | 1087 | 1127 | 1109 | 935  |
|               | 2010 | 2011 | 2012 | 2013 | 2015 | 2020 |